# Scytalopus alvarezlopezi
A Scytalopus alvarezlopezi a madarak osztályának verébalakúak (Passeriformes) rendjébe és a fedettcsőrűfélék (Rhinocryptidae) családjába tartozó faj.

## Rendszerezése
A fajt F. Gary Stiles, Oscar Laverde-R. és Carlos Daniel Cadena írták le 2017-ben. A faj tudományos nevét Humberto Álvarez-López kolumbiai ornitológus tiszteletére kapta.

## Előfordulása
Az Andokban, Kolumbia területén honos. Természetes élőhelyei a szubtrópusi és trópusi hegyi esőerdők. Állandó, nem vonuló faj.

## Természetvédelmi helyzete
Az elterjedési területe nem nagy, egyedszáma pedig csökken, de még kevés róla az információ. A Természetvédelmi Világszövetség Vörös listáján mérsékelten fenyegetett fajként szerepel.